# حصن منصور
حصن منصور أو أديامان (بالتركية: Adıyaman) (بالكردية: Semsûr) مدينة وعاصمة محافظة أديامان في جنوب شرق تركيا ضمن الأقاليم السورية الشمالية. المدينة مكونة من 33 حي وبها أغلبية كٌرديّة عرقيًا وغالبية علوية دينيًا وبلغ عدد سكانها 267,131 نسمة في عام 2021. تعتبر المدينة من المدن السياحية وثاني مصدر في تركيا لتصنيع التبغ وتحتوي أكبر أنهار الأناضول.

## التسمية والوصف
اسمها القديم حصن منصور ولكن سكانها الأكراد حوروه إلى سمسور بسبب صعوبة نطق اسمها العربي عليهم.

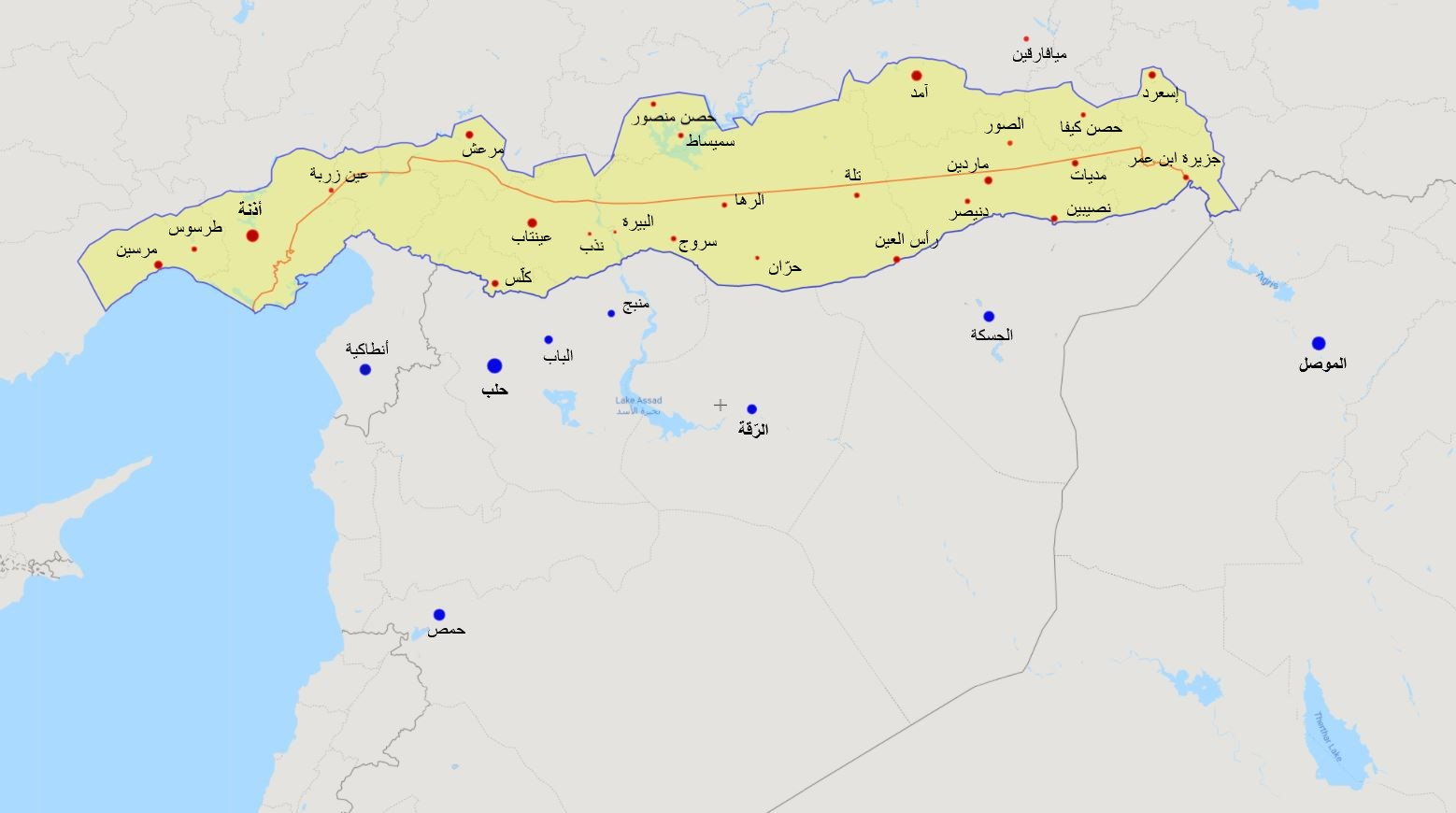
موقع حصن منصور ضمن مدن الأقاليم السورية الشمالية

ورد ذكر المدينة كثيرا في الكتابات العربية لوقوعها ضمن مناطق الثغور. وصفها الإدريسي في كتابه نزهة المشتاق في اختراق الآفاق قائلا:

## المناخ
يظهر الجدول التالي التغييرات المناخية على مدار السنة لحصن منصور:
| البيانات المناخية لـأديامان                  | البيانات المناخية لـأديامان | البيانات المناخية لـأديامان | البيانات المناخية لـأديامان | البيانات المناخية لـأديامان | البيانات المناخية لـأديامان | البيانات المناخية لـأديامان | البيانات المناخية لـأديامان | البيانات المناخية لـأديامان | البيانات المناخية لـأديامان | البيانات المناخية لـأديامان | البيانات المناخية لـأديامان | البيانات المناخية لـأديامان | البيانات المناخية لـأديامان |
| الشهر                                        | يناير                       | فبراير                      | مارس                        | أبريل                       | مايو                        | يونيو                       | يوليو                       | أغسطس                       | سبتمبر                      | أكتوبر                      | نوفمبر                      | ديسمبر                      | المعدل السنوي               |
| -------------------------------------------- | --------------------------- | --------------------------- | --------------------------- | --------------------------- | --------------------------- | --------------------------- | --------------------------- | --------------------------- | --------------------------- | --------------------------- | --------------------------- | --------------------------- | --------------------------- |
| الدرجة القصوى °م (°ف)                        | 19.9 (67.8)                 | 21.7 (71.1)                 | 28.3 (82.9)                 | 34.5 (94.1)                 | 39.0 (102.2)                | 40.7 (105.3)                | 45.3 (113.5)                | 44.2 (111.6)                | 40.3 (104.5)                | 36.1 (97.0)                 | 29.4 (84.9)                 | 26.5 (79.7)                 | 45.3 (113.5)                |
| متوسط درجة الحرارة الكبرى °م (°ف)            | 8.6 (47.5)                  | 10.2 (50.4)                 | 14.8 (58.6)                 | 20.5 (68.9)                 | 26.5 (79.7)                 | 33.1 (91.6)                 | 37.7 (99.9)                 | 37.5 (99.5)                 | 32.9 (91.2)                 | 25.5 (77.9)                 | 17.0 (62.6)                 | 10.6 (51.1)                 | 22.9 (73.2)                 |
| المتوسط اليومي °م (°ف)                       | 4.5 (40.1)                  | 5.8 (42.4)                  | 10.0 (50.0)                 | 15.1 (59.2)                 | 20.6 (69.1)                 | 26.8 (80.2)                 | 31.0 (87.8)                 | 30.5 (86.9)                 | 25.6 (78.1)                 | 18.9 (66.0)                 | 11.6 (52.9)                 | 6.5 (43.7)                  | 17.2 (63.0)                 |
| متوسط درجة الحرارة الصغرى °م (°ف)            | 1.3 (34.3)                  | 2.2 (36.0)                  | 5.5 (41.9)                  | 9.8 (49.6)                  | 14.3 (57.7)                 | 19.6 (67.3)                 | 23.6 (74.5)                 | 23.3 (73.9)                 | 18.8 (65.8)                 | 13.5 (56.3)                 | 7.5 (45.5)                  | 3.2 (37.8)                  | 11.9 (53.4)                 |
| أدنى درجة حرارة °م (°ف)                      | −14.4 (6.1)                 | −10.0 (14.0)                | −7.0 (19.4)                 | −2.0 (28.4)                 | 3.4 (38.1)                  | 10.6 (51.1)                 | 15.0 (59.0)                 | 15.8 (60.4)                 | 9.6 (49.3)                  | 2.2 (36.0)                  | −3.5 (25.7)                 | −8.4 (16.9)                 | −14.4 (6.1)                 |
| الهطول مم (إنش)                              | 133.7 (5.26)                | 101.2 (3.98)                | 88.3 (3.48)                 | 65.7 (2.59)                 | 42.0 (1.65)                 | 7.6 (0.30)                  | 1.0 (0.04)                  | 0.7 (0.03)                  | 5.3 (0.21)                  | 45.5 (1.79)                 | 76.3 (3.00)                 | 137.7 (5.42)                | 705 (27.75)                 |
| متوسط أيام هطول الأمطار                      | 12.2                        | 11.8                        | 11.8                        | 11.3                        | 8.3                         | 2.4                         | 0.6                         | 0.4                         | 1.3                         | 6.6                         | 8.9                         | 12.0                        | 87.6                        |
| ساعات سطوع الشمس اليومية                     | 4.6                         | 4.4                         | 5.6                         | 7.3                         | 9.4                         | 12.0                        | 12.4                        | 11.5                        | 10.1                        | 7.3                         | 5.3                         | 4.0                         | 7.8                         |
| المصدر: Turkish State Meteorological Service |                             |                             |                             |                             |                             |                             |                             |                             |                             |                             |                             |                             |                             |

## أعلام
- سري سورييا اوندر
- ديفريم إيفين